# Tarpai Szilágyi András
Tarpai Szilágyi András (Tarpa, 1624. – Fogaras, 1680 körül) református esperes-lelkész.

## Élete
Debrecenben tanult, hol 1641. július 14-én lépett a felső osztályba (subscribált), 1644. szeptember 4-én még tanuló volt; ezután volt contrascriba és senior is. Majd külföldre ment és 1649-ben az utrechti, 1651. március 11-én a leideni egyetemre iratkozott be. 1652-ben hazájába visszatérve, még ez évben nagyváradi tanár lett. 1653. június 15-én Biharra ordináltatott lelkésznek; de 1655-ben újra előbbi hivatalában működött Váradon. 1658 elején már Sárospatakon lelkészkedett. Innét 1659-ben Ungvárra ment, hol 1666 körül esperes lett; míg 1673-ban valahol Erdélyben működött. 1682. január 14-én már néhainak írják. A presbiteriánus eszmék híve volt.

## Munkái
- Disputatio Theologica De Difficilibus aliquot S. Scripturae Novi Testamenti locis, Partis prioris sectiones duae és Pars Posterior. Publice discutiendam proponit Andreas Sylvanus Tarpai. Lugd. Batavorum, 1652, két rész
- Disputatio Scholastica de Scientia Media.... Varadini, 1656
- Pápisták keringője, mellyet mostan Magyar nyelven az igazság szeretőknek kedvekért ki-ád T. Sz. A. U. R. E. L. P. (Tarpai Szilágyi András, Ungvári Ref. Eccl. Lelki Pásztora). Sárospatak, 1661. (Egyetlen példány a n.-kőrösi ref. lyc. könyvtárában)
  - Pápisták kerengője, mellyet mostan magyar nyelven az igasságszeretőknek kedvekért ki-ád T. Sz. A. Nyomattatott 1661; Bethlen Ny., Bp., 1938 (A reformáció és ellenreformáció korának evangéliumi keresztyén (református és evangélikus) egyházi írói)
- Libellus Repudii et Divortii Christiani, az az: Az igaz Keresztyének között, a meg-mátkásodott és házasságban lévő személyeknek egy mástol való törvényes és helyes elválásoknak igaz tudománya; és az egyházi Tanítoknak a szerént valo praxisok. Mellyet az Vr nevének ditsőségére, a hivek éppületire irt és ki-botsátott Sz. T. A. U. R. E. L P. Patakon, 1667
- Szegények prókátora, avagy Az adás, vévés, kölcsönözés és usora felől való igazgatás, mely bizonyos kérdésekben és arra való feleletekben béfoglaltatott, és az Isten népének épületire kibocsáttatott; sajtó alá rend. Horváth Csaba Péter, Pénzes Tiborc Szabolcs; KRE Puritanizmuskutató Intézet–Fekete Sas, Bp., 2010 (Medgyesi Pál puritán kiskönyvtár)
- Könyvecske a házasság és válás keresztyéni módjáról; KRE Puritanizmuskutató Intézet–Fekete Sas, Bp., 2012 (Medgyesi Pál puritán kiskönyvtár)

Egyik szerzője amaz ajánlólevélnek, mely a Borsáti F. «Metamorphosis Sigismundi Rákóczy» c. műve előtt van.